# Azerbajdžanska Sovjetska Socijalistička Republika
Azerbajdžanska Sovjetska Socijalistička Republika (azerski: Azərbaycan Sovet Sosialist Respublikası, ruski: Азербайджанская Советская Социалистическая Республика), skraćeno: Azerbajdžanska SSR ili ASSR, bila je jedna od 15 država Sovjetskog Saveza. Nalazi se u istočnom dijelu Zakavkazja, uz Kaspijsko jezero. Prostirala se na 86 600 kilometara kvadratnih, a 1970. je brojila 5 117 000 stanovnika. 
Etnički sastav:
Većina su bili Azerbajdžanci (73,8%), ostalo Rusi, Armenci i ostali. Glavni grad je Baku.                                                   

## Povijest
Azerbajdžan je Sovjetskom Socijalističkom Republikom postala 1920. Od 1922. do 1936. sačinjavala je dio Transkavkaske Sovjetske Socijalističke Federativne Republike zajedno s Gruzijskom SSR i Armenskom SSR. 1988. započinju sukobi između Armenaca i Azerbajdžanaca oko Azerbajdžanske enklave Nagorno-Karabakh. Tu je regiju s armenskom većinom Staljin dodijelio Azerbajdžanskoj SSR. 1990. mijenja ime u Republiku Azerbajdžanu dok se godinu dana kasnije osamostaljuje raspadom SSSR-a.

## Gospodarstvo
Azerbajdžanska SSR obilovala je mineralnim izvorima: najpoznatiji su Istisa, Badamlinski i Surahanski. Ležišta nafte i ruda, te jaka poljoprivreda, doveli su do industrijskog uspjeha.
Godine 1991. nastaje neovisna država Azerbajdžan.